# Nepperwitz
Nepperwitz ist ein zur sächsischen Gemeinde Bennewitz gehöriges Dorf. Der kleine Ort liegt in der Muldenaue, am linken Ufer des Flusses Mulde etwa zwei Kilometer westlich der Stadt Wurzen. Nepperwitz hatte am 31. Dezember 2007 132 Einwohner.

## Geschichte
Über die Entstehung des Dorfes gibt es keine Nachrichten, aber die Namensendung auf -witz und die noch erkennbare Anlage lassen auf sorbische Ansiedler schließen. Nepperwitz bedeutet Niederlassung der Sippe des Nebor (Nebor = Kämpfer). Die erste urkundliche Erwähnung des Ortes erfolgte 1421. Die alte Rundlingsform von Nepperwitz wurde später erweitert und es entstand ein mehrteiliges Gassendorf. Im Mittelpunkt des Dorfes steht die Ende des 15. Jahrhunderts errichtete gotische Kirche. Am 1. März 1974 wurde Nepperwitz nach Bennewitz eingemeindet.

## Entwicklung der Einwohnerzahl
| Jahr    | Einwohnerzahl                            |
| ------- | ---------------------------------------- |
| 1548/51 | 21 besessene Mann, 30 Inwohner, 13 Hufen |
| 1764    | 20 besessene Mann, 4 Häusler, 13 Hufen   |
| 1834    | 185                                      |
| 1871    | 237                                      |

| Jahr | Einwohnerzahl |
| ---- | ------------- |
| 1890 | 190           |
| 1910 | 178           |
| 1925 | 225           |
| 1939 | 166           |

| Jahr | Einwohnerzahl |
| ---- | ------------- |
| 1946 | 188           |
| 1950 | 237           |
| 1964 | 179           |

## Kirche
Die Nepperwitzer Kirche ist in jüngster Zeit durch ein modernes Altarbild bekannt geworden, das der Leipziger Künstler Michael Fischer-Art geschaffen und der Kirchgemeinde geschenkt hat. Anlass dessen war die Zerstörung des Kircheninventars durch das Muldehochwasser von 2002. Nach einer Probezeit von einem Jahr hat sich die Gemeinde Ostern 2007 entschieden, den modernen Flügelaltar zu behalten.

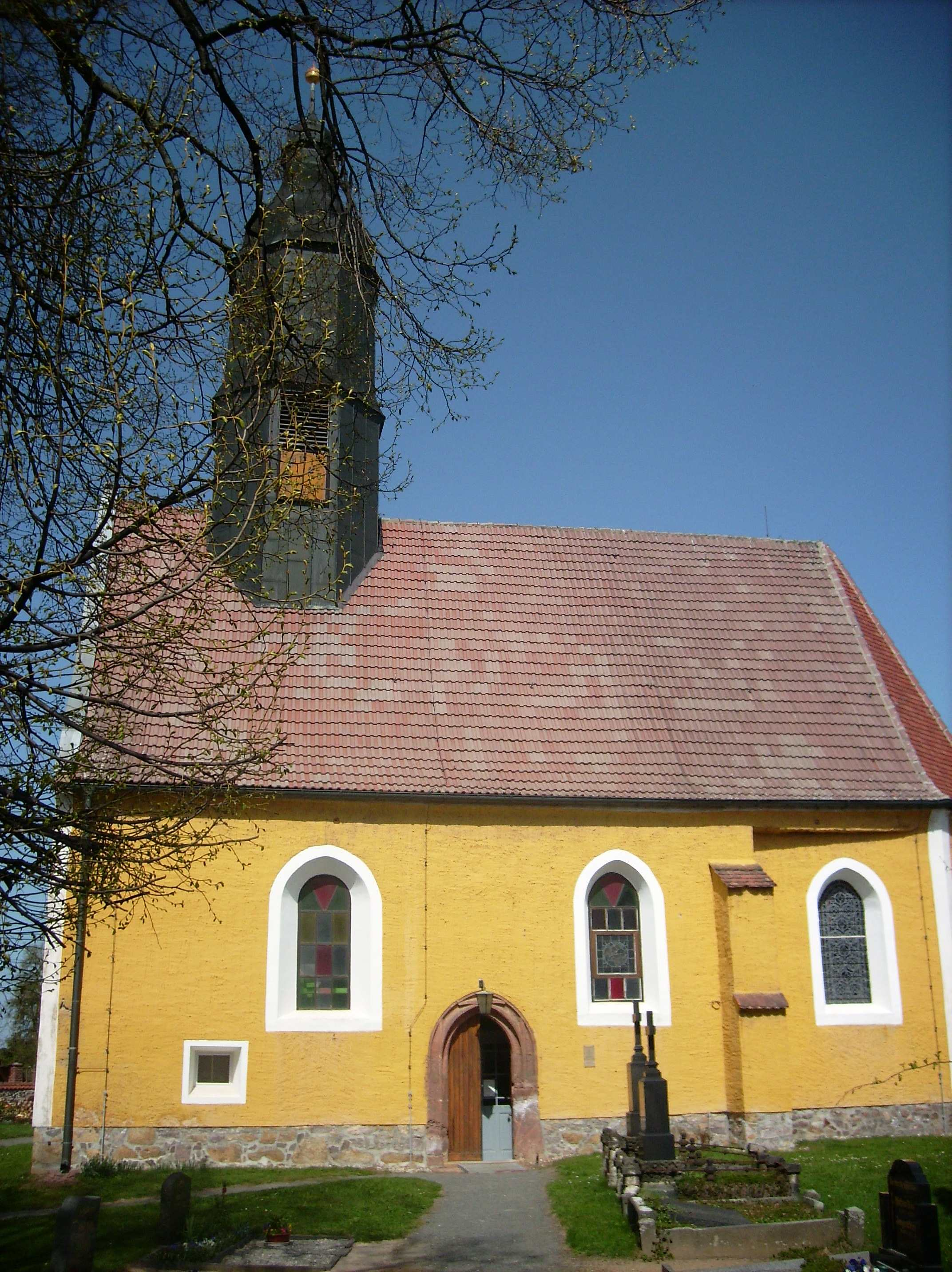
Kirche
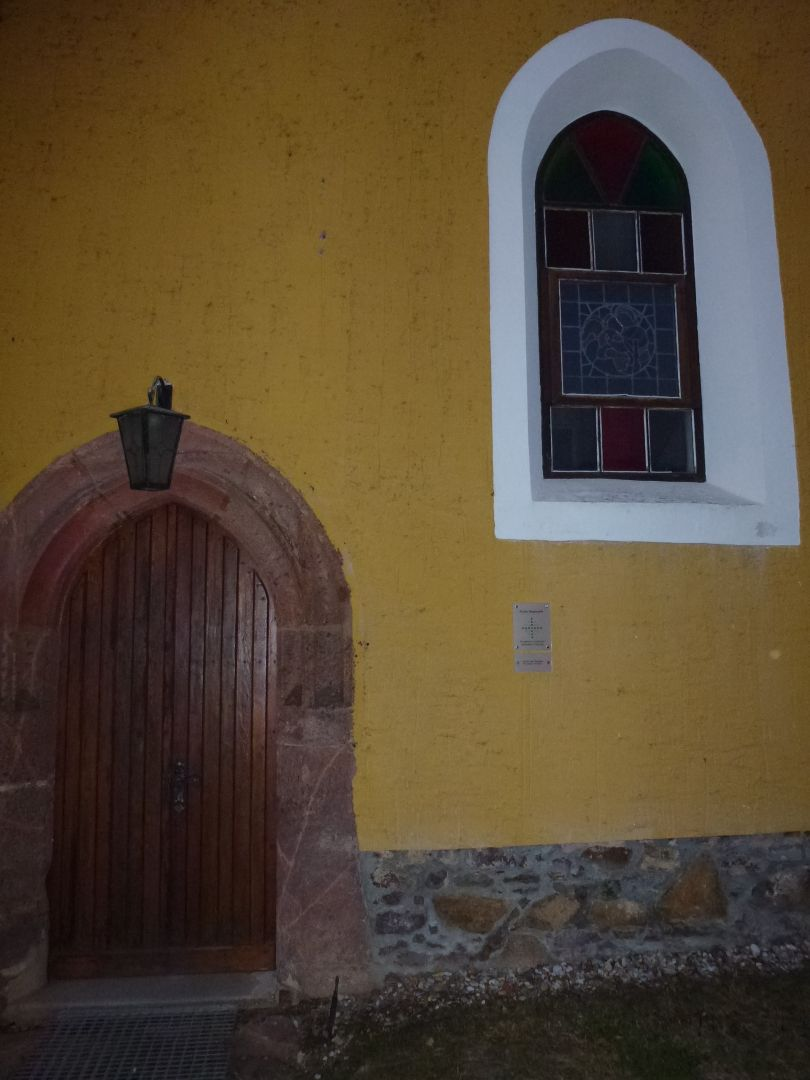
Eingang
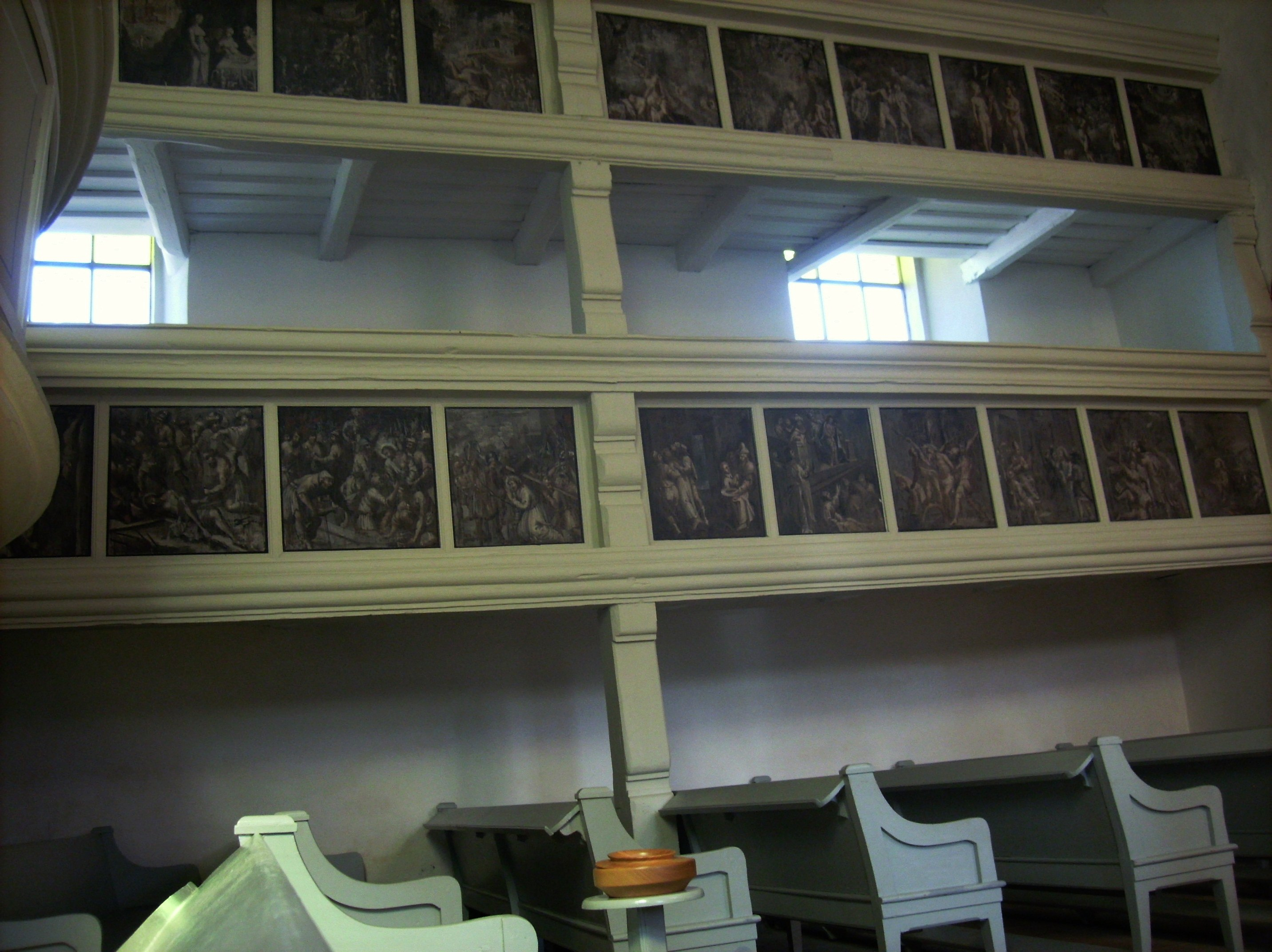
Emporen
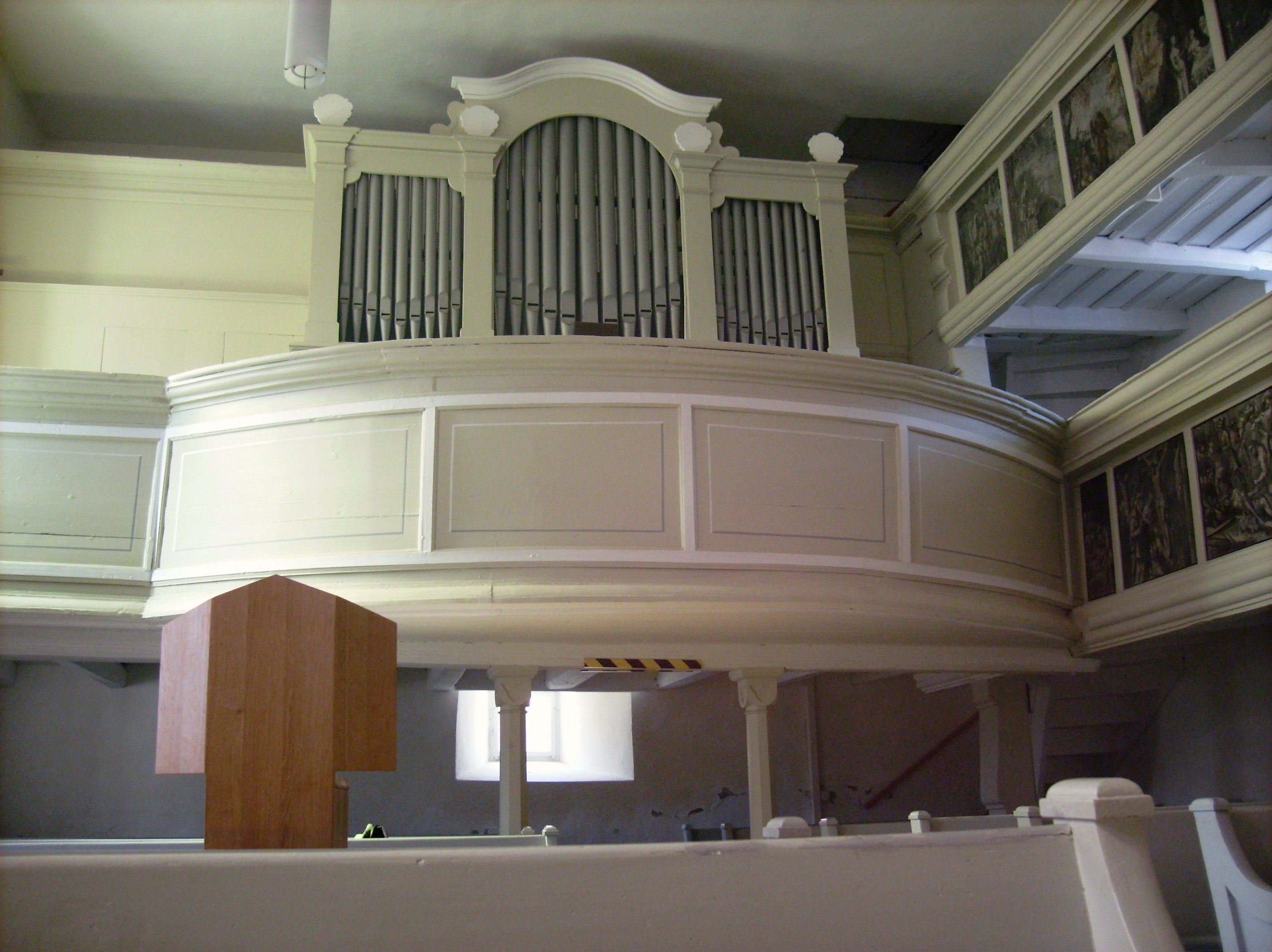
Orgel

## Persönlichkeiten
- Christian Wilhelm Roch (1758–1812), Beamter und Schriftsteller